# Grant Green
Grant Green (født 6. juni 1935 i St. Louis, Missouri - død 31. januar 1979 i New York City, New York, USA) var en amerikansk jazzguitarist og komponist.
Green ledede primært egen grupper og indspillede på pladeselskabet Blue Note, men spillede også som sideman med f.eks. Herbie Hancock, Jimmy Smith, Lee Morgan, Jimmy Forrest, Donald Byrd, Horace Parlan, Bobby Hutcherson, Larry Young, Elvin Jones, Booker Ervin, Lou Donaldson, McCoy Tyner, Art Blakey etc. Han spillede i bebop og hardbop stil med soul og latinamerikansk påvirkning. Han var påvirket af Charlie Christian og Charlie Parker. Green var ikke så anerkendt i datiden, men hans betydning for jazzen og mange af hans indspilninger er i dag betegnet som jazzklassikere.

## Udvalgt diskografi
- First Session (1960)
- Grant's First Stand	(1961)
- Green Street (1961)
- Sunday Mornin (1962)
- Grantstand (1962)
- Remembering	(1961)
- Gooden's Corner	(1961)
- Nigeria	(1962)
- Oleo (1962)
- Born to Be Blue	(1962)
- The Latin Bit (1963)
- Goin' West	(1962)
- Feelin' the Spirit	(1962)
- Blues for Lou (1963)
- Am I Blue (1963)
- Idle Moments (1963)
- Matador	(1964)
- Solid (1964)
- Talkin' About! (1964)
- Street of Dreams (1964)
- Want to Hold Your Hand (1965)
- Carryin' On	(1969)
- Green Is Beautiful (1970)
- Alive! (1970)
- Live at Club Mozambique	(1971)
- Visions	(1971)
- Shades of Green	(1971)
- The Final Comedown (1971)
- Live at The Lighthouse (1972)
- My Point of View (1963) - med Herbie Hancock
- The Kicker (1963) - med Bobby Hutcherson
- Workout (1964) - med Hank Mobley
- In serach for the New Land (1964) - med Lee Morgan
- Into Somethin´ (1964) - med Larry Young
- Hold On I am Coming (1965) - med Art Blakey
- Im Tryin´to get Home (1964) - med Donald Byrd